# Psautier de Dagulf
Le psautier de Dagulf est un riche psautier commandé par Charlemagne au scribe Dagulf pour le pape Adrien Ier. Sans doute inachevé à la mort du pape (795), il reste dans le trésor royal. Il est actuellement conservé à la Bibliothèque nationale autrichienne (Cod.1861)

## Reliure

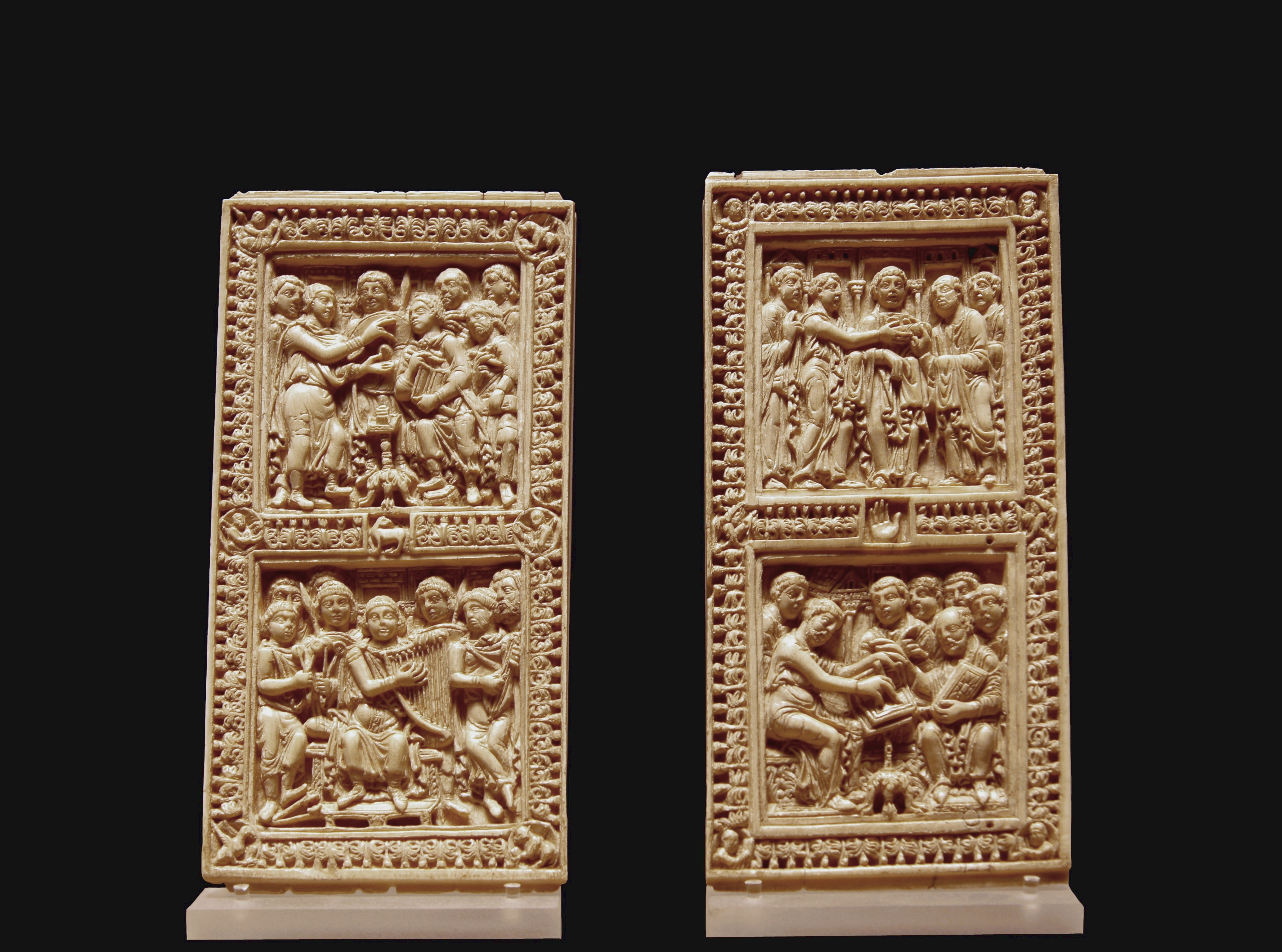
Plaques de la reliure aujourd'hui au Louvre

Les deux plaques d'ivoire, qui proviennent de sa reliure, évoquent le contenu du manuscrit, puisqu'elles représentent David ordonnant la rédaction des Psaumes et les chantant, et saint Jérôme recevant l'ordre de corriger le texte des Psaumes puis travaillant. Ces deux ivoires sont les seuls que l'on puisse rattacher directement à une commande de Charlemagne. Leur style fait nettement référence à des modèles du Bas-Empire et notamment latins de la fin du IVe et début du Ve siècle. Les plaques sont séparées du manuscrit au cours du XVIIe siècle. Elles sont actuellement conservées au musée du Louvre (MR 370 et MR 371).

### articles connexes
- Enluminure carolingienne
- Groupe d'Ada